# Märka
Die Märka GmbH war ein Handelsunternehmen der Agrar- und Ernährungswirtschaft in Ostdeutschland und Polen mit über 50 Standorten.
Geschäftsfelder des Unternehmens waren der Handel mit Getreide, Raps, Hülsenfrüchten und Stroh sowie mit Betriebsmitteln für landwirtschaftliche Betriebe wie Saatgut, Pflanzenschutzmittel und Düngemittel.

## Geschichte
Das Unternehmen wurde am 25. August 1990 unter dem Namen Märka Märkische Kraftfutter GmbH in Eberswalde durch die Treuhandanstalt gegründet und war der Nachfolgebetrieb des VEB Kraftfuttermischwerk Eberswalde nach der deutschen Wiedervereinigung. Als Geschäftsführer wurden Albrecht Triller und Ludwig Lützke berufen. Triller war seit 1980 Werksleiter des VEB gewesen. 1992 erfolgte der Einstieg der Lüneburger Lager- und Agrarhandelsgesellschaft mbH als neuer Gesellschafter und die Berufung von Werner Fränkle und Gernot Schalow in die Geschäftsführung. Ab 1994 erfolgte der Erwerb zahlreicher Landhandelsbetriebe und Futterwerke vor allem in Brandenburg, aber auch in Sachsen, Sachsen-Anhalt, Niedersachsen und Bayern. 1999 schieden Werner Fränkle und Ulrich Fränkle als Gesellschafter aus der Märka und aus der Lüneburger Lager- und Agrarhandelsgesellschaft aus. Im Jahr 2000 übernahm Barbara Ulrich, bis dahin Prokuristin, die Geschäftsführung von Werner Fränkle und im Juni 2002 folgte Peter Riegel, neben Barbara Ulrich und Gernot Schalow, als dritter Geschäftsführer. Im Juli 2002 erwarb Märka eine 85.000 Tonnen fassende Siloanlage am Kuhwerder Hafen in Hamburg. Nach dem Tod des geschäftsführenden Gesellschafters Gernot Schalow im Januar 2006 erfolgte der Einstieg der Familie Sauter (Verbio) mit der Sauter Verpachtungsgesellschaft mbH als Gesellschafter bei der Märka. 2009 wurde der Sitz des Unternehmens von Eberswalde nach Zörbig verlegt. Im Jahr 2010 fand die formale Übernahme der Märka durch Verbio statt.
Ab 2013 erfolgte der schrittweise Verkauf der Agrarhandelssparte, unter anderem an die Hauptgenossenschaft Nord, die Getreide AG und die Agravis Raiffeisen AG.  Im Jahr 2015 erfolgte die Umbenennung von Märka in Verbio Agrar GmbH.

## Kennzahlen
Die Firma hatte 2005 etwa 220 Mitarbeiter. Das waren 227 Beschäftigte weniger als noch 2004. 2009 hatte das Unternehmen wieder etwa 330 Mitarbeiter. Der Umsatz lag 2005 bei 308 Millionen Euro. Das war ein Rückgang gegenüber 2004 um 34 Prozent. 2009 lag er bei 330 Millionen Euro. Märka gehörte 2009 zu den 100 größten Unternehmen in Ostdeutschland (ohne Berlin).

## Standorte

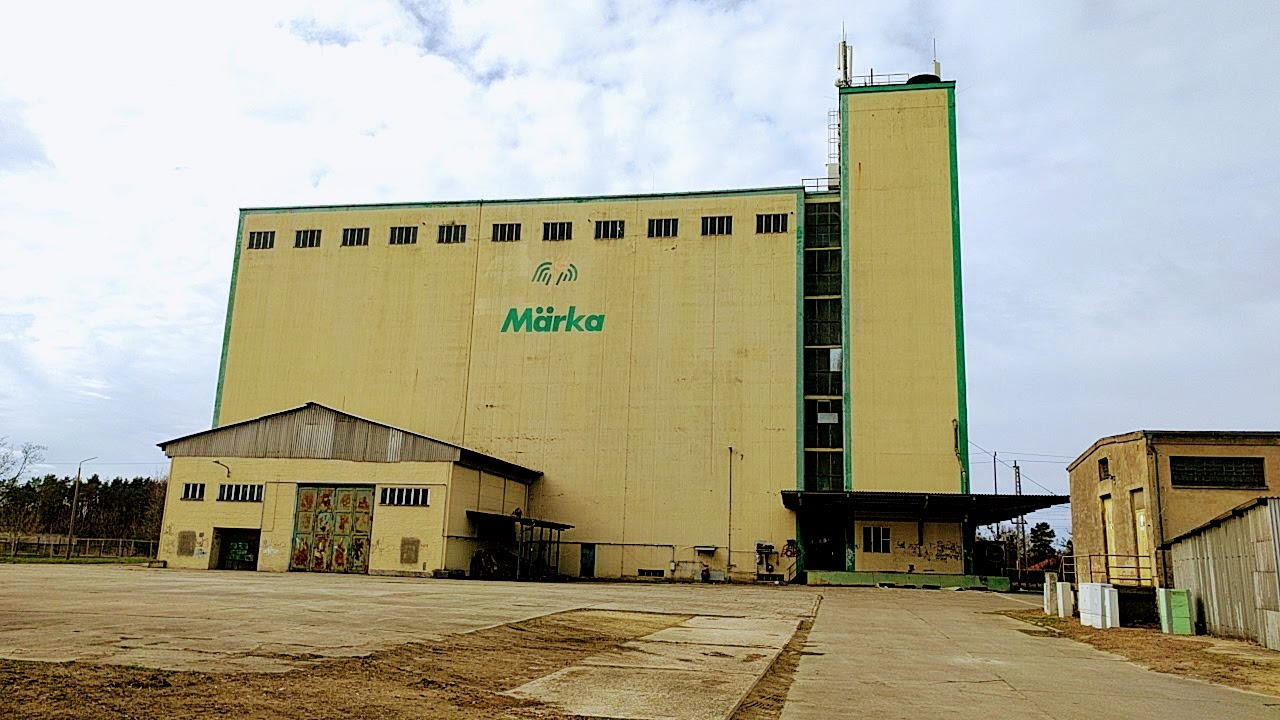
Mischfutterwerk Biesenthal

Das Unternehmen hatte Niederlassungen in
Aken, Angermünde OT Dobberzin, Beeskow, Belzig, Biesenthal, Brandenburg, Eberswalde, Feldheim, Friesack, Genthin, Glöwen, Göda OT Seitschen, Golzow, Gramzow, Gransee, Großhennersdorf, Halle, Jüterbog, Köthen, Letschin, Lochau, Manschnow, Mittenwalde, Nauen, Nennhausen, Neustadt, Niedergörsdorf, Niemberg, Niemegk, Oberböhmsdorf, Parthenstein, Querfurt, Radibor, Rathenow, Riesa, Seehausen, Seelow, Tauche, Werneuchen, Wriezen, Wustermark und Zörbig.

## Frühere Tochterfirmen
- Märka Landhandel Sachsen GmbH in Göda (Ortsteil Seitschen)
- Märka Landhandel Süd GmbH in Bamberg
- Trans Märka GmbH in Schwedt
- Trans Märka Polska Sp.z o.o. in Szczecin/Polen
- Getreide- und Agrarhandel Halle GmbH in Halle (Saale)